# Mark C. Elliott
Mark C. Elliott (nom chinois : 欧立德 ; pinyin : ōu lìdé) est le professeur d'histoire de Chine et d'histoire d'Asie centrale de Mark Schwartz à l'université Harvard, où il est le vice-principal pour les Affaires internationales il détient également la chaire du comité des PhD d'histoire et des langues d'Asie orientale. Il est un des universitaires qui forment l'école de la New Qing History (en) devenue prééminente aux États-Unis au milieu des années 1990.